# Versório
Versório (Latin "virar")o primeiro imperfeito eletroscópio, o primeiro instrumento que pode detectar a presença de eletricidade estática.